# Ludwig II xứ Hessen
Ludwig II (26 tháng 12 năm 1777 – 16 tháng 6 năm 1848) là Đại công tước đời thứ 2 của xứ Hessen và Rhein, tại vị từ ngày 6 tháng 4 năm 1830 đến khi qua đời vào ngày 16 tháng 6 năm 1848. Ông là con trai của Đại công tước Ludwig I và mẹ là Louise xứ Hessen-Darmstadt.
Ông là người yêu thích chế độ chuyên chế, điều này hoàn toàn trái ngược với cha của ông. Vì thế, sau khi lên ngôi Đại công tước, Ludwig II đã thực hiện việc đảo ngược các chính sách của người tiền nhiệm Ludwig I, chính điều này đã làm người dân mất cảm tình và dẫn đến nhiều sự xung đột.
Ludwig II qua đời vào năm 1848, ở tuổi 70, ông đã chứng kiến giai đoạn đầu của Cuộc cách mạng 1848 đang quét qua các nhà nước Đức, trong đó có Hessen. Tuy nhiên, ông đã qua đời trước khi đưa ra bất kỳ phản ứng chính trị nào. Cái chết của ông và sự kế vị của Ludwig III đã xoa dịu căng thẳng trong dân chúng.
Tuy ông có 4 người con với người vợ Wilhelmine xứ Baden, nhưng có tin đồn phổ biến rằng, họ là sản phẩm của việc vợ ông ngoại tình với một viên thị thần tên là August von Senarclens de Grancy. Thông qua cuộc hôn nhân quý tiện kết hôn của người con trai út là Alexander xứ Hessen và Rhein, ông trở thành tổ phụ của Gia tộc Battenberg. Thông qua cuộc hôn nhân của con gái ông là Marie Maximiliane xứ Hessen và Rhein với Sa hoàng Aleksandr II của Nga, ông trở thành tổ ngoại của Hoàng tộc Romanov. 

## Cuộc sống đầu đời
Ludwig là con trai trưởng trong số 5 người con của Đại công tước Ludwig I xứ Hessen và Louise xứ Hessen-Darmstadt. Thông qua cha của mình, Ludwig là cháu nội của Bá tước Ludwig IX xứ Hessen-Darmstadt và Karoline xứ Pfalz-Zweibrücken. Thông qua mẹ của mình, ông là cháu ngoại của Georg Wilhelm xứ Hessen-Darmstadt và Maria Luise Albertine xứ Leiningen-Dagsburg-Falkenburg. Vì mẹ của ông là em họ của cha ông, nên dù xét ở bên ngoại hay bên nội thì ông cũng đều thuộc Vương tộc Hessen-Darmstadt của Nhà Hessen. Ludwig được sinh ra khi cha của ông vẫn còn là người thừa kế của Bá quốc Hessen-Darmstadt. 
Trước khi tiếp nhận ngai vàng, Ludwig chủ yếu sống ẩn dật ở Darmstadt. Năm 1804, ông đại diện cho cha mình tham dự lễ đăng quang của Hoàng đế Napoleon I tại Paris. Sau khi cha ông trở thành Đại công tước vào năm 1806, Ludwig mang tước hiệu “Đại thế tử”. Ludwig đã tham dự Đại hội Erfurt và Đại hội Viên. Ông cũng đại diện cho triều đình Hessen tại lễ đăng quang của Vua Louis XVIII tại Paris.
Theo Hiến pháp của Đại công quốc Hessen năm 1820, Đại thế tử Ludwig là thành viên của Nghị viện Hessen cho đến khi ông nhậm chức Đại công tước vào năm 1830. Ông tham dự các cuộc họp của họ mà không tỏ ra có sự đồng thuận. Một ngoại lệ là nỗ lực của ông nhằm bảo vệ Hiến pháp tháng 3 năm 1820 được áp đặt chống lại những thay đổi (Hiến pháp tháng 12 năm 1820 sau này) của các điền trang.
Ông tỏ ra ít quan tâm đến các vấn đề của chính phủ, mặc dù các thủ tướng, đầu tiên là Karl Ludwig Wilhelm von Grolman, sau đó là Karl du Thil, đã cố gắng lôi kéo ông và thông báo cho ông bằng thư. Từ năm 1823, Ludwig là thành viên của Hội đồng Nhà nước.

## Trị vì
Năm 1830, ông lên ngôi Đại công tước với hiệu Ludwig II sau khi cha ông là Ludwig I qua đời. Ngay từ đầu, ông đã đánh dấu sự đảo ngược chính sách cai trị so với người tiền nhiệm. Ludwig II bắt đầu đặt câu hỏi về các điều khoản của hiến pháp tự do năm 1820, do cha ông khởi xướng. Ông đã gây ra xung đột với Nghị viện Hessen khi ông yêu cầu nhà nước tiếp quản khoản nợ cá nhân lớn của mình.
Dưới thời Ludwig I, chế độ quân chủ lập hiến của Đại công quốc Hessen đã thực hiện phân chia quyền lập pháp giữa Đại công tước và Nghị viện, nhưng sau khi lên ngôi, Ludwig II đã sửa đổi hiến pháp đồng thời giảm bớt ảnh hưởng của Nghị viện để củng cố quyền lực cá nhân của mình, ông và Nghị viện xung đột với nhau trong hầu hết thời gian ông ở ngai vàng. Các chính sách này khiến ông mất lòng dân và trong những tháng cuối cùng của triều đại, trong Cách mạng 1848, ông đã gặp phải một số cuộc biểu tình dẫn đến bạo loạn. Đại công tước không có thời gian để đưa ra phản ứng chính trị trước những sự kiện này vì ông qua đời vào ngày 16 tháng 6 năm 1848 ở tuổi 70. Cái chết và sự kế vị của con trai ông đã xoa dịu căng thẳng trong dân chúng.

## Qua đời và chôn cất
Ludwig II ban đầu được chôn cất tại hầm mộ của gia tộc mình trong nhà thờ 
Stadtkirche Darmstadt. Năm 1910, quan tài của ông được chuyển đến Lăng mộ cũ ở Công viên Rosenhöhe.

## Hôn nhân và hậu duệ
Vào ngày 19 tháng 6 năm 1804, tại Karlsruhe, ông kết hôn với người em họ đời đầu của mình là Đại công nữ Wilhelmine xứ Baden, con gái út của Karl Ludwig, Đại thế tử xứ Baden, và Amalie xứ Hessen-Darmstadt.
Do đời sống tình cảm phức tạp của Ludwig, cuộc hôn nhân của ông và vợ không mấy hạnh phúc, và cặp đôi đã chia tay sau khi đứa con thứ 3 của họ chào đời.
Wilhelmine có 4 người con vào những năm 1820, nhưng có tin đồn rộng rãi rằng cha ruột của chúng là viên thị thần August von Senarclens de Grancy. Tuy nhiên, Ludwig II vẫn thừa nhận chúng, và chúng được các quý tộc châu Âu coi là Đại công nữ và Đại công tử hợp pháp của Hessen và Rhein. Hai người trong số họ sống đến tuổi trưởng thành.
- Đại thế tử Ludwig xứ Hesse và Rhein (9 tháng 6 năm 1806 – 13 tháng 6 năm 1877); (Đại công tước tương lai).
- Con trai chết lưu (18 tháng 8 năm 1807).
- Đại công tử Karl Wilhelm Ludwig xứ Hessen và Rhein (23 tháng 4 năm 1809 – 20 tháng 3 năm 1877).
- Đại công nữ Amalia Elisabeth Luise Karoline Friederike Wilhelmine xứ Hessen và Rhein (20 tháng 5 năm 1821 – 27 tháng 5 năm 1826).
- Con gái chết lưu (7 tháng 6 năm 1822).
- Đại công tử Alexander Ludwig Georg Friedrich Emil xứ Hessen và Rhein (15 tháng 7 năm 1823 – 15 tháng 12 năm 1888)
- Đại công nữ Maximiliane Wilhelmine Auguste Sophie Marie xứ Hesse và Rhein (8 tháng 8 năm 1824 – 3 tháng 6 năm 1880); Hoàng hậu của Đế chế Nga, vợ của Aleksandr II.[5][6]

### Gia tộc Battenberg-Mountbatten
Gia tộc Battenberg xuất phát từ cuộc hôn nhân của Đại công tử Alexander xứ Hesse và Rhine (con trai út của Ludwig II) với Nữ bá tước Julia Hauke và đây là một cuộc hôn nhân không môn đăng đối hộ. Gia đình Battenberg sau này định cư ở Anh đã đổi tên thành Mountbatten sau Thế chiến thứ nhất theo lệnh của George V của Anh, người đã thay thế tước hiệu thân vương Đức trước đây của họ bằng tước hiệu quý tộc Anh. Hậu duệ của gia tộc này đã hôn phối với nhiều vương tộc ở châu Âu.
- Con trai thứ của Alexander và Julia là Aleksandr, thành viên của gia tộc Battenberg đã được bầu lên ngai vàng Bulgaria và trở thành Thân vương đầu tiên của nó với vương hiệu Aleksandr I.

- Con trai thứ 3 của Alexander và Julia là Heinrich xứ Battenberg, thông qua hôn nhân với Vương nữ Beatrice của Liên hiệp Anh, con út của Nữ hoàng Victoria I, Heinrich trở thành thành viên Vương thất Anh. Cũng nhờ con gái Victoria Eugenie kết hôn với Vua Alfonso XIII và trở thành Vương hậu của Tây Ban Nha, Heinrich là tổ tiên của Vương thất Tây Ban Nha hiện tại.

- Con trai cả của Alexander và Julia là Thân vương Louis xứ Battenberg, trở thành Đệ nhất đại thần Hải quân của Hải quân Hoàng gia Anh. Do tình cảm bài Đức thịnh hành ở Anh trong Thế chiến thứ nhất, ông đã Anh hóa họ của mình thành Mountbatten.
  - Con gái thứ hai của Thân vương Louis xứ Battenberg là Louise Mountbatten, kết hôn với Gustaf VI Adolf vua tương lai của Thụy Điển vào năm 1923, vì thế trở thành Vương hậu của Thụy Điển vào năm 1950.
  - Con trai út của Thân vương Louis xứ Battenberg là Louis Mountbatten, Bá tước Mountbatten thứ nhất của Miến Điện, trở thành Phó vương cuối cùng của Ấn Độ.
  - Con gái lớn của Thân vương Louis xứ Battenberg là Alice xứ Battenberg, kết hôn với Andreas của Hy Lạp và Đan Mạch; con trai của họ, Philip của Hy Lạp và Đan Mạch (sau này được phong là Công tước xứ Edinburgh), kết hôn với người thừa kế ngai vàng Anh, sau này là Nữ vương Elizabeth II.

- Con trai út của Alexander và Julia là Thân vương Francis Joseph xứ Battenberg kết hôn với Vương nữ Anna xứ Montenegro, em gái của Vương hậu Elena của Ý (vợ của Vua Vittorio Emanuele III của Ý) và là dì ruột của Vua Aleksandar I của Nam Tư.

## Tổ tiên
| \| \| \| \| \| \| \| \| \| \| \| 8. Ludwig VIII xứ Hessen-Darmstadt \| \| \| \| \| \| \| \| \| \| \| \| \| \| \| \| \| \| \| \| \| \| \| \| \| \| \| \| \| \| \| \| \| \| \| \| \| \| \| \| \| \| \| \| \| \| \| \| \| \| \| 4. Ludwig IX xứ Hessen-Darmstadt \| \| \| \| \| \| \| \| \| \| \| \| \| \| \| \| \| \| \| \| \| \| \| \| \| \| \| \| \| \| \| \| \| \| \| \| \| \| \| \| \| \| \| \| \| \| \| \| \| \| \| \| \| \| \| \| \| \| \| \| 9. Charlotte xứ Hanau-Lichtenberg \| \| \| \| \| \| \| \| \| \| \| \| \| \| \| \| \| \| \| \| \| \| \| \| \| \| \| \| \| \| \| \| \| \| \| \| \| \| \| \| \| \| \| \| \| \| \| \| \| \| \| \| \| \| \| \| \| \| \| \| 2. Ludwig I xứ Hessen \| \| \| \| \| \| \| \| \| \| \| \| \| \| \| \| \| \| \| \| \| \| \| \| \| \| \| \| \| \| \| \| \| \| \| \| \| \| \| \| \| \| \| \| \| \| \| \| \| \| \| \| \| \| \| \| \| \| \| \| 10. Christian III xứ Pfalz-Zweibrücken \| \| \| \| \| \| \| \| \| \| \| \| \| \| \| \| \| \| \| \| \| \| \| \| \| \| \| \| \| \| \| \| \| \| \| \| \| \| \| \| \| \| \| \| \| \| \| \| \| \| \| \| \| \| \| \| \| \| \| \| 5. Karoline xứ Pfalz-Zweibrücken \| \| \| \| \| \| \| \| \| \| \| \| \| \| \| \| \| \| \| \| \| \| \| \| \| \| \| \| \| \| \| \| \| \| \| \| \| \| \| \| \| \| \| \| \| \| \| \| \| \| \| \| \| \| \| \| \| \| \| \| 11. Caroline xứ Nassau-Saarbrücken \| \| \| \| \| \| \| \| \| \| \| \| \| \| \| \| \| \| \| \| \| \| \| \| \| \| \| \| \| \| \| \| \| \| \| \| \| \| \| \| \| \| \| \| \| \| \| \| \| \| \| \| \| \| \| \| \| \| \| \| 1. Ludwig II xứ Hessen \| \| \| \| \| \| \| \| \| \| \| \| \| \| \| \| \| \| \| \| \| \| \| \| \| \| \| \| \| \| \| \| \| \| \| \| \| \| \| \| \| \| \| \| \| \| \| \| \| \| \| \| \| \| \| \| \| \| \| \| 12. Ludwig VIII xứ Hessen-Darmstadt (= 8) \| \| \| \| \| \| \| \| \| \| \| \| \| \| \| \| \| \| \| \| \| \| \| \| \| \| \| \| \| \| \| \| \| \| \| \| \| \| \| \| \| \| \| \| \| \| \| \| \| \| \| \| \| \| \| \| \| \| \| \| 6. Georg Wilhelm xứ Hessen-Darmstadt \| \| \| \| \| \| \| \| \| \| \| \| \| \| \| \| \| \| \| \| \| \| \| \| \| \| \| \| \| \| \| \| \| \| \| \| \| \| \| \| \| \| \| \| \| \| \| \| \| \| \| \| \| \| \| \| \| \| \| \| 13. Charlotte xứ Hanau-Lichtenberg (= 9) \| \| \| \| \| \| \| \| \| \| \| \| \| \| \| \| \| \| \| \| \| \| \| \| \| \| \| \| \| \| \| \| \| \| \| \| \| \| \| \| \| \| \| \| \| \| \| \| \| \| \| \| \| \| \| \| \| \| \| \| 3. Louise xứ Hessen-Darmstadt \| \| \| \| \| \| \| \| \| \| \| \| \| \| \| \| \| \| \| \| \| \| \| \| \| \| \| \| \| \| \| \| \| \| \| \| \| \| \| \| \| \| \| \| \| \| \| \| \| \| \| \| \| \| \| \| \| \| \| \| 14. Christian Karl Reinhard xứ Leiningen-Dagsburg-Falkenburg \| \| \| \| \| \| \| \| \| \| \| \| \| \| \| \| \| \| \| \| \| \| \| \| \| \| \| \| \| \| \| \| \| \| \| \| \| \| \| \| \| \| \| \| \| \| \| \| \| \| \| \| \| \| \| \| \| \| \| \| 7. Maria Louise Albertine xứ Leiningen-Dagsburg-Falkenburg \| \| \| \| \| \| \| \| \| \| \| \| \| \| \| \| \| \| \| \| \| \| \| \| \| \| \| \| \| \| \| \| \| \| \| \| \| \| \| \| \| \| \| \| \| \| \| \| \| \| \| \| \| \| \| \| \| \| \| \| 15. Katharina Polyxena xứ Solms-Rödelheim \| \| \| \| \| \| \| \| \| \| \| \| \| \| \| \| \| \| \| \| \| \| \| \| \| \| \| \| \| \| \| \| \| \| \| \| \| \| \| \| \| \| \| |                                                              |  |  |  |  |  |  |  |  |                                    |  |  |  |
| |                                                              |  |  |  |  |  |  |  |  | 8. Ludwig VIII xứ Hessen-Darmstadt |  |  |  |
| |                                                              |  |  |  |  |  |  |  |  |                                    |  |  |  |
| |                                                              |  |  |  |  |  |  |  |  |                                    |  |  |  |
| |                                                              |  |  |  |  |  |  |  |  |                                    |  |  |  |
| | 4. Ludwig IX xứ Hessen-Darmstadt                             |  |  |  |  |  |  |  |  |                                    |  |  |  |
| |                                                              |  |  |  |  |  |  |  |  |                                    |  |  |  |
| |                                                              |  |  |  |  |  |  |  |  |                                    |  |  |  |
| |                                                              |  |  |  |  |  |  |  |  |                                    |  |  |  |
| | 9. Charlotte xứ Hanau-Lichtenberg                            |  |  |  |  |  |  |  |  |                                    |  |  |  |
| |                                                              |  |  |  |  |  |  |  |  |                                    |  |  |  |
| |                                                              |  |  |  |  |  |  |  |  |                                    |  |  |  |
| |                                                              |  |  |  |  |  |  |  |  |                                    |  |  |  |
| | 2. Ludwig I xứ Hessen                                        |  |  |  |  |  |  |  |  |                                    |  |  |  |
| |                                                              |  |  |  |  |  |  |  |  |                                    |  |  |  |
| |                                                              |  |  |  |  |  |  |  |  |                                    |  |  |  |
| |                                                              |  |  |  |  |  |  |  |  |                                    |  |  |  |
| | 10. Christian III xứ Pfalz-Zweibrücken                       |  |  |  |  |  |  |  |  |                                    |  |  |  |
| |                                                              |  |  |  |  |  |  |  |  |                                    |  |  |  |
| |                                                              |  |  |  |  |  |  |  |  |                                    |  |  |  |
| |                                                              |  |  |  |  |  |  |  |  |                                    |  |  |  |
| | 5. Karoline xứ Pfalz-Zweibrücken                             |  |  |  |  |  |  |  |  |                                    |  |  |  |
| |                                                              |  |  |  |  |  |  |  |  |                                    |  |  |  |
| |                                                              |  |  |  |  |  |  |  |  |                                    |  |  |  |
| |                                                              |  |  |  |  |  |  |  |  |                                    |  |  |  |
| | 11. Caroline xứ Nassau-Saarbrücken                           |  |  |  |  |  |  |  |  |                                    |  |  |  |
| |                                                              |  |  |  |  |  |  |  |  |                                    |  |  |  |
| |                                                              |  |  |  |  |  |  |  |  |                                    |  |  |  |
| |                                                              |  |  |  |  |  |  |  |  |                                    |  |  |  |
| | 1. Ludwig II xứ Hessen                                       |  |  |  |  |  |  |  |  |                                    |  |  |  |
| |                                                              |  |  |  |  |  |  |  |  |                                    |  |  |  |
| |                                                              |  |  |  |  |  |  |  |  |                                    |  |  |  |
| |                                                              |  |  |  |  |  |  |  |  |                                    |  |  |  |
| | 12. Ludwig VIII xứ Hessen-Darmstadt (= 8)                    |  |  |  |  |  |  |  |  |                                    |  |  |  |
| |                                                              |  |  |  |  |  |  |  |  |                                    |  |  |  |
| |                                                              |  |  |  |  |  |  |  |  |                                    |  |  |  |
| |                                                              |  |  |  |  |  |  |  |  |                                    |  |  |  |
| | 6. Georg Wilhelm xứ Hessen-Darmstadt                         |  |  |  |  |  |  |  |  |                                    |  |  |  |
| |                                                              |  |  |  |  |  |  |  |  |                                    |  |  |  |
| |                                                              |  |  |  |  |  |  |  |  |                                    |  |  |  |
| |                                                              |  |  |  |  |  |  |  |  |                                    |  |  |  |
| | 13. Charlotte xứ Hanau-Lichtenberg (= 9)                     |  |  |  |  |  |  |  |  |                                    |  |  |  |
| |                                                              |  |  |  |  |  |  |  |  |                                    |  |  |  |
| |                                                              |  |  |  |  |  |  |  |  |                                    |  |  |  |
| |                                                              |  |  |  |  |  |  |  |  |                                    |  |  |  |
| | 3. Louise xứ Hessen-Darmstadt                                |  |  |  |  |  |  |  |  |                                    |  |  |  |
| |                                                              |  |  |  |  |  |  |  |  |                                    |  |  |  |
| |                                                              |  |  |  |  |  |  |  |  |                                    |  |  |  |
| |                                                              |  |  |  |  |  |  |  |  |                                    |  |  |  |
| | 14. Christian Karl Reinhard xứ Leiningen-Dagsburg-Falkenburg |  |  |  |  |  |  |  |  |                                    |  |  |  |
| |                                                              |  |  |  |  |  |  |  |  |                                    |  |  |  |
| |                                                              |  |  |  |  |  |  |  |  |                                    |  |  |  |
| |                                                              |  |  |  |  |  |  |  |  |                                    |  |  |  |
| | 7. Maria Louise Albertine xứ Leiningen-Dagsburg-Falkenburg   |  |  |  |  |  |  |  |  |                                    |  |  |  |
| |                                                              |  |  |  |  |  |  |  |  |                                    |  |  |  |
| |                                                              |  |  |  |  |  |  |  |  |                                    |  |  |  |
| |                                                              |  |  |  |  |  |  |  |  |                                    |  |  |  |
| | 15. Katharina Polyxena xứ Solms-Rödelheim                    |  |  |  |  |  |  |  |  |                                    |  |  |  |
| |                                                              |  |  |  |  |  |  |  |  |                                    |  |  |  |
| |                                                              |  |  |  |  |  |  |  |  |                                    |  |  |  |